# Простий модуль
В абстрактній алгебрі простий модуль (також незвідний модуль) — ненульовий унітарний модуль M над кільцем R з одиницею, що містить лише два підмодулі — нульовий і сам M.

## Приклади
1. якщо {\displaystyle R=\mathbb {Z} } — кільце цілих чисел то простими {\displaystyle \mathbb {Z} }-модулями, є абелеві групи простого порядку;
2. якщо R — тіло, то простими R-модулями є одновимірні векторні простори над R;
3. якщо D — тіло, V — лівий векторний простір над D, R = EndDV — кільце лінійних перетворень простору V (або щільне підкільце цього кільця), то правий R-модуль є простим;
4. якщо G — група, k — поле, то незвідні представлення групи G над k —  прості модулі над груповою алгеброю kG.

## Властивості
- Прості модулі можна еквівалентно визначити як модулі довжина яких рівна 1.
- Довільний простий модуль є циклічним, тобто породженим одним елементом або M = (x) = Rx = {rx | r ∈ R} для деякого елемента x, що належить M.
- Правий R-модуль М є простим тоді і тільки тоді, коли він ізоморфний R/I, де I — деякий максимальний правий ідеал в R.
- Якщо А, В — прості R-модулі, {\displaystyle f\in Hom_{R}(A,B)}, то або f=0, або f — ізоморфізм (звідки випливає, що кільце ендоморфізмів простих модулів є тілом).
- Якщо ж R — алгебра над алгебраїчно замкнутим полем k; А, В — прості R-модулі то (лема Шура):

{\displaystyle Hom_{R}(A,B)={\begin{cases}k&A\cong B\\\{0\}&A\ncong B\end{cases}}}
Поняття простого модуля є одним з основних в теорії кілець і теорії представлення груп. З його допомогою визначаються композиційний ряд і цоколь модуля, радикали Джекобсона модуля і кільця, напівпростий модуль. Прості модулі використовуються у визначенні ряду важливих класів кілець: класично напівпростих кілець, примітивних кілець.